# 新西兰纪录片基金会
紐西蘭記錄片基金會（英語：The Documentary New Zealand Trust）是一家非營利組織，於2004年成立，2010年重新定義品牌為Doc Edge。創辦人為丹·沙南（Dan Shanan）和亞歷克斯·李（Alex Lee），兩人於2003年注意到紀錄片產業的興起。基金會致力於紀錄電影製作，並為紐西蘭紀錄片製片人提供機會。
基金會最重要的活動為Doc Edge Festival，活動主要包含Gala Film Awards、Doc Talks、Docs 4 Schools、Q&A sessions、Corporate Hostings等。

## 历史
新西兰纪录片基金会作为一个非盈利机构成立2004年，旨在促进纪录片的电影制作发展以及提供给新西兰制片人更多的机会。
它的标志性的活动有：国际电影节（International Film Festival），边锋纪录片节（Documentary Edge Festival）和一些产业活动，边锋荧屏论坛（Screen Edge Forum），纪录片预售活动（Doc Pitch）以及纪录片实验室（DOC Lab）。
新西兰纪录片基金会旨在探索新的商业和电影机遇，以及促进新西兰的发展。它致力于将该艺术节和论坛打造成南半球该类活动中最具影响力的。
基金会联合了政府、赞助商、创意组织、学术机构以及其他荧屏产业的指导者，共同带给新西兰电影制片人最大的支持和资金保障。

## 组织机构

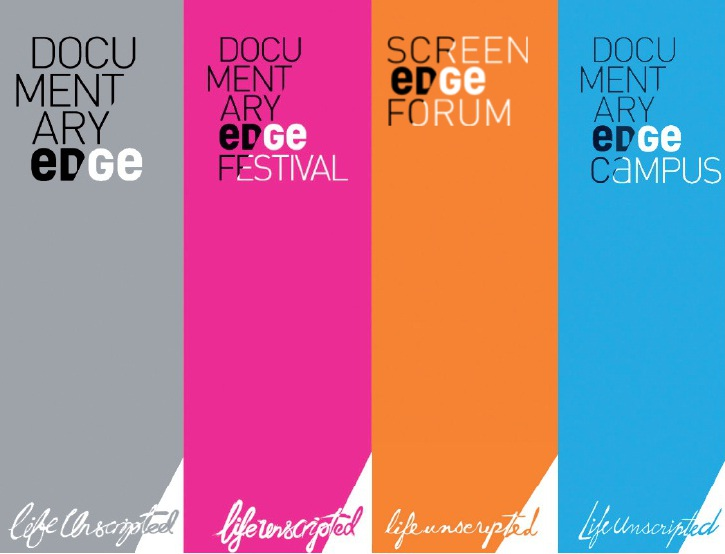
边锋纪录片项目

### 委员会成员
- 亚历克斯·李（Alex Lee），创始人/总监
- 丹·沙南（Dan Shanan），创始人/总监

### 当地咨询委员会
- 安妮·高臣教授（Professor Annie Goldson），Occasional Production 总监/制片人
- 格兰德尼·彼得斯博士（Dr. Geraldene Peters），奥克兰理工大学高级讲师
- 珍妮·罗斯（Jenny Ross），顾问，曾就职于半岛电视台
- 乔纳森·史密斯（Jonathan Smith），在Eventimento任职总监
- 大卫·毕格鸥（David Bigio），在Shortland Chambers任职Barrister

### 国际咨询委员会
- 克里斯·麦当娜（Chris McDonald），在HotDocs任职执行董事
- 艾莉·德克斯（Ally Derks）， 在 IDFA任职总监及创始人
- 马克·不思（Marc Boothe），在 B3 Media 任职传媒总监
- 温蒂·利维（Wendy Levy），在Tomorrow Partners任职 资深分析师
- 派特·枫（Pat Ferns）， Ferns Productions董事长

## 边锋纪录片节

### 历史

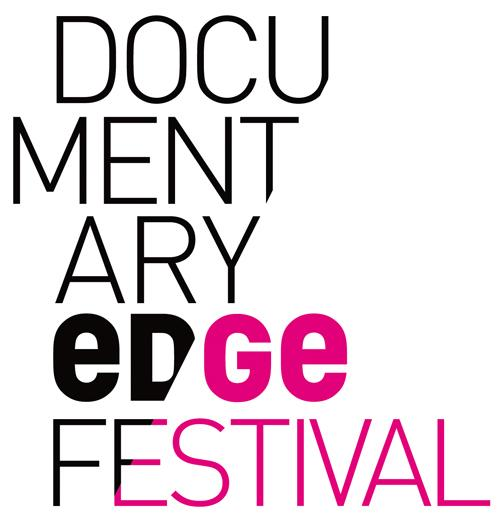
边锋纪录片节标志

第一届的边锋纪录片节（The Documentary Edge Festival），由首相海伦·克拉克于2005年在奥克兰创办，它曾被称为“DOCNZ国际纪录片电影节”（DOCNZ International Documentary Film Festival）。
这个艺术节在2010年被重新命名为“边锋纪录片节”，展现了该艺术节所涵盖的国际和新西兰的顶尖作品。它同时也展现了纪录片本身所具备的独特优势：用来表达对这个世界的独立、重要的观点。
边锋纪录片节是南太平洋一流的国际纪录片电影节。它于每年4月至7月，在奥克兰和惠灵顿举办。该艺术节精选了来自新西兰以及世界各地的获奖电影和广受好评的纪录片。
它同时还包含了颁奖盛典，问答互动环节，多样性的社交聚会，以及一些特别活动。第一届艺术节于2005年举办。
“边锋纪录片节”是当代前沿的艺术节，它所带来的纪录片是：
- 发人深省的
- 对于我们社会所面临的问题，提出深刻见解的
- 构建理解的桥梁
- 给默默无闻的群众和社区一个表达自己的机会
- 顶尖的，并且不断创新自身的流派、风格、叙事和沟通方式，并欢迎多媒体和实验性的纪录片
- 提高电影的体验，并确保新兴的、独立的低预算的电影作品持续发展

### 边锋纪录片颁奖
“边锋纪录片节”通过对艺术人的颁奖，来肯定最佳的纪录片电影，所授的奖项包括：
国际部分：
- 最佳国际短片奖
- 最佳国际专题纪录片奖
- 最佳国际导演奖
- 最佳世界电影奖
- 最佳人权类电影奖
- 最佳时代电影奖
- 最佳英雄、偶像奖
- 最佳艺人奖
- 以及每年两个不同类别的特别奖

新西兰部分：
- 最佳专题纪录片奖
- 最佳短片奖
- 最佳新兴制片人奖
- 最佳摄影奖
- 最佳剪辑奖

### 2012年获奖名单[8]

#### 国际部分
| 电影                                             | 奖项                                               | 导演                             | 国家      |
| ------------------------------------------------ | -------------------------------------------------- | -------------------------------- | --------- |
| Vinterlys                                        | 最佳国际短片奖                                     | 斯库勒·埃里克森（Skule Eriksen） | 挪威      |
| The Interrupters （页面存档备份，存于）          | 最佳国际专题纪录片奖 最佳国际导演奖 最佳世界电影奖 | 史蒂夫·詹姆斯（Steve James）     | 美国      |
| Five Star Existence                              | 最佳未来影片奖                                     | 宋佳·林登（Sonja Linden）        | 瑞典 芬兰 |
| Malaki ?Scent of an Angel （页面存档备份，存于） | 最佳阿拉伯之春奖                                   | 卡利尔（Kahlil Dreifus Zaarour） | 黎巴嫩    |
| Who killed Chea Vichea? （页面存档备份，存于）   | 最佳人权电影奖                                     | 布拉德利·考克斯（Bradley Cox）   | 泰国 美国 |
| Life in Stills                                   | 最佳时代电影奖                                     | 塔马·塔尔（Tamar Tal）           | 以色列    |
| Incessant Visions （页面存档备份，存于）         | 最佳英雄、偶像奖                                   | 杜克·德罗尔（Duki Dror）         | 以色列    |
| Andrew Bird: Fever Year                          | 最佳艺人奖                                         | 埃克斯安·阿兰达（Xan Aranda）    | 美国      |

#### 新西兰部分
| 电影              | 奖项                        | 导演                                                            | 国家   |
| ----------------- | --------------------------- | --------------------------------------------------------------- | ------ |
| Intersexion       | 最佳专题纪录片奖 最佳剪辑奖 | 格兰特·拉胡德（Grant Lahood）                                   | 新西兰 |
| Gone Curling      | 最佳短片奖                  | 罗兰·卡胡郎吉（Roland Kahurangi） 瑞秋·修补（Rachael Patching） | 新西兰 |
| River Dog         | 最佳新兴制片人奖            | 詹姆斯·缪尔（James Muir）                                       | 新西兰 |
| View From Olympus | 最佳导演奖                  | 杰弗里（Geoffrey Cawthorn）                                     | 新西兰 |
| Yakel 3D          | 最佳摄影奖                  | 瑞秋·威尔逊（Rachael Wilson）                                   | 新西兰 |

## 边锋荧屏论坛

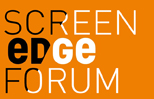
边锋荧屏论坛标志

边锋荧屏论坛（The Screen Edge Forum）（曾被成为DOCNZ高峰论坛和边锋纪录片论坛）是一个年度的泛屏行业盛会，涵盖了纪录片、跨媒体行业和其他荧屏行业的热门话题。
从2006年开始举办，论坛旨在从事用创新的方法来创建和资助各种荧屏产品。它包括了研讨会、小组讨论、大师班和一个预售活动论坛（Pitching Forum）。该论坛提供顶尖的创想，以及与本地和国际的专业人士建立社交网络。
它汇集了本地及海外电影制作人和行业人来共同分享，建立社交网络，以及互相学习。同时，它还带来了商业机会，协助本地电影制作人面向本地或国际的资金捐助者、买家、广告商和节目活动方，来展现他们的创想。
荧屏边锋论坛所运作的纪录片预售活动，汇集了国际和当地的资金捐助者和生产企业，来共同聆听制片人的纪录片项目，以及寻求生产和资金的合作机遇。
该项目的发展成果包括：
- The Relocated Mountain，茱莉亚·帕内尔（Julia Parnell）
- The Topp Twins （页面存档备份，存于）， 阿娜尼·卡斯帕特（Arani Cuthbert） （页面存档备份，存于）
- Lost in Wonderland[15]， 佐伊·麦金托什（Zoe McIntosh）
- There Once was an Island: Te Henua E Noho[16]， 比雅·马曲（Briar March）
- Brother Number One [17]， 安妮·高德森（Annie Goldson） [18]
- Pictures of Susan， 丹·赛门（Dan Salmon） [19]
- Strawberries with the Fuhrer， 艾米·奥康纳（Amy O'Connor）
- Batons & Baquettes， 坎贝尔·库里（Campbell Cooley）
- Stumbling into the Wall， 托尼·福斯特（Tony Foster）
- 4:20 New Zealand， 阿瑞克·赖斯（Arik Reiss）
- Te Hono Ki Aotearoa - The Waka for Europe [20]， 简（Jan Bieringa）
- Running for his Life， 安娜·科特雷尔（Anna Cottrell）[21]
- Varayame's Feet[22]， 萨拉·格雷厄姆·里德（Sarah Graham Read）
- Wrestling Spectacular - A Kiwi Century on the Mat[23]， 亚当·辛普森（Adam Simpson）

## 纪录片实验室
纪录片实验室（DOC Lab）是一个三天的孵化器项目，旨在教育、鼓励和培养拥有共同目标的电影制片人，以及开创多平台的创想和沟通。以本地和国际的专家作为导师，来帮助所选定的项目和团队们。
导师们将介绍他们业务领域的发展和技术，这将有助于帮助所选的团队们了解到他们的项目，并提供反馈、建议和发展战略。纪录片实验室从内容想法到现有的材料，讨论使用一种或多种新媒体形式的新纪录片雏形。
工作坊的话题包括：
- 讲故事，包括新的和不同形式的讲故事的平台和方式
- 跨平台和跨类型的合作
- 如何参与社区团体以及扮演观众的角色
- 互动和以数据为基础的故事
- 以纪录片为目的的电脑游戏
- 资助以及委托所有媒体的纪录片
- 新形势的分配与沟通

项目的发展成果包括：
- Brother Number One [17]， 安妮·高德森（Annie Goldson） [18]
- Finding Mercy[25]， 罗比·帕特森（Roby） Paterson
- PIYN[26]， 加雷斯·法瑞（Gareth Farry）， 彼得·塔卡普纳（Peter Takapuna）
- Ringcon， 普鲁·郎本（Prue Langbein）
- Strawberries with the Fuhrer， 艾米·奥康纳（Amy O'Connor）

## 边锋纪录片校园
边锋纪录片校园（Documentary Edge Campus）是新西兰第一个纪录片电影和材料的信息中心，免费提供给大众社区。
它包括：
- 包含超过200种书籍、杂志和其他文学的电影库
- 4台电脑可供观看影片
- 提供会议和工作坊的活动中心
- 全年开放（周末及公众假期除外）